# Joe Hembus
Josef Maria Julius „Joe“ Hembus (* 11. Mai 1933 in Kassel; † 21. April 1985 an der bayerischen Benediktenwand) war ein deutscher Filmkritiker, Filmhistoriker, Drehbuchautor und Filmdarsteller.

## Leben
Joe Hembus’ Pamphlet Der deutsche Film kann gar nicht besser sein (1961) war ein Wegbereiter des Neuen Deutschen Films. Das von Hembus verfasste Western-Lexikon wurde von seinem Sohn Benjamin Hembus weitergeführt und gehört zu den Standardwerken zu diesem Thema im deutschsprachigen Raum. Daneben hat sich Hembus auch intensiv mit der Stummfilm-Komödie – und hier vor allem mit den Filmen Charlie Chaplins – beschäftigt. Er war Herausgeber der deutschen Ausgaben der bekannten Citadel-Filmbücher, die im Goldmann Verlag erschienen. Weiterhin ist seine Mitarbeit an der ZDF-Serie Western von gestern zu nennen.
Joe Hembus verunglückte 1985 tödlich beim Bergsteigen im Alter von 51 Jahren in der bayerischen Benediktenwand. Er wurde auf dem Friedhof von Straßlach bei München beigesetzt.
In Volker Schlöndorffs Spielfilm Der plötzliche Reichtum der armen Leute von Kombach spielte er 1971 die Rolle eines Schreibers.

## Veröffentlichungen
- Der deutsche Film kann gar nicht besser sein. Schünemann Verlag, Bremen 1961.
- mit Ingelore Kuhner: Saubere Leinwand. Ein Beitrag zur allgemeinen Entrüstung. Schünemann, Bremen 1965.
- Marilyn Monroe – Die Frau des Jahrhunderts. Eine Dokumentation (= Heyne-Bücher. Nr. 5052). Heyne, München 1973.
- Charlie Chaplin und seine Filme. Eine Dokumentation (= Heyne-Bücher.Nr. 976). Heyne, München 1972, ISBN 3-453-00830-8.
- Western-Lexikon. 1272 Filme von 1894–1975. Mit einem Vorwort von Sergio Leone. Hanser, München/Wien 1976, ISBN 3-446-12189-7.
- Western-Lexikon. 1324 Filme von 1894–1978. (= Heyne-Bücher. Nr. 7048). Überarbeitete Taschenbuchausgabe. Heyne, München 1978, ISBN 3-453-00767-0.
- als Hrsg.: Illustrierte Filmbühne. 50 Horror-, Monster-, Science Fiction-Filme. München 1978.
- Western von gestern. (= Heyne-Bücher. Nr. 5432). Heyne, München 1978, ISBN 3-453-00893-6.
- Western-Geschichte 1540–1894. Chronologie, Mythologie, Filmographie. Hanser, München, Wien 1979, ISBN 3-446-12344-X.
- als Hrsg.: Boris Zmijewsky, Steve Zmijewsky: John Wayne und seine Filme. Übersetzung von The Complete Films of John Wayne aus dem Englischen von Mark Ricci. Wilhelm Goldmann Verlag, München 1979, ISBN 3-442-10202-2.
- mit Christa Bandmann: Klassiker des deutschen Tonfilms 1930–1960. Goldmann, München 1980.
- Charlie Chaplin: seine Filme – sein Leben (= Heyne-Filmbibliothek. Nr. 34). Heyne, München 1981;  4. Auflage ebenda 1989, ISBN 3-453-86033-0.
- mit Robert Fischer: Der neue deutsche Film 1960–1980. Goldmann, München 1981, ISBN 3-442-10211-1.
- Der deutsche Film kann gar nicht besser sein... Ein Pamphlet von gestern. Eine Abrechnung von heute. Mit einem Beitrag von Laurens Straub. München 1982, ISBN 3-8077-0174-5; auch Rogner & Bernhard bei Zweitausendeins, Frankfurt am Main 1985.
- mit Ilona Brennicke: Klassiker des deutschen Stummfilms 1910–1930. Goldmann, München 1983.
- Das Western-Lexikon. Erweiterte Neuausgabe, bearbeitet von Benjamin Hembus. Heyne, München 1995, ISBN 3-453-08121-8.